# Telophorus
Telophorus är ett släkte med fåglar i familjen busktörnskator inom ordningen tättingar. Släktet består av tre arter i släktet:
- Gulstrupig busktörnskata (T. zeylonus)
- Rubinbusktörnskata (T. viridis)
- Rödpannad busktörnskata (T. dohertyi)